# کاسی شارپ
کاسی شارپ (انگلیسی: Cassie Sharpe؛ زادهٔ ۱۴ سپتامبر ۱۹۹۲) ورزشکار اسکی نمایشی اهل کانادا است.
وی در مسابقات کشوری و بین‌المللی در مجموع برندهٔ ۳ مدال طلا، ۳ مدال نقره، ۲ مدال برنز شده‌است.